# Департамент экономической политики и развития города Москвы
Департамент экономической политики и развития города Москвы — функциональный орган исполнительной власти города Москвы в структуре Правительства Москвы, осуществляющий функции по разработке и реализации экономической, инвестиционной, финансовой, тарифной, миграционной, ценовой и налоговой политики, формированию государственных программ города, планированию закупок для обеспечения государственных нужд города Москвы, а также в области анализа и прогнозирования социально-экономического развития города Москвы.

## Деятельность
История Департамента началась в 1931 году, когда была создана Московская городская плановая комиссия со штатом всего в девять человек.
Департамент экономической политики и развития города Москвы был основан в 1992 году.
В сферу деятельности Департамента экономической политики и развития города Москвы входит широкий круг вопросов — налоговая и бюджетная политика, закупки и тарифы, макроэкономика, формирование государственных программ города и многое другое. Департамент проводит экономическую экспертизу проектов, программ, идей, которые реализуются в столице и ложатся в основу решений, принимающихся руководством города. Департамент разрабатывает проекты правовых актов по всем вопросам, которые касаются социально-экономического развития города на долгосрочный период, разработки и реализации инвестиционных и государственных программ города, налоговых ставок, тарифов ЖКУ, а также решает иные задачи. В их числе государственное регулирование цен на товары, работы и услуги, проведение ценовой и тарифной политики, анализ и прогнозирование состояния экономики и финансов города Москвы, хода выполнения государственных программ и осуществления закупок товаров, работ и услуг для обеспечения нужд города, экономическое регулирование трудовой миграции.
До февраля 2017 года департамент возглавлял Максим Решетников, на место которого затем был назначен Владимир Ефимов. После назначения на должность Владимир Ефимов заявил, что приоритетными направлениями деятельности департамента являются налоговое администрирование, контроль над тарифной политикой, повышение эффективности бюджетных расходов и совершенствование миграционного законодательства. В промышленной политике Москвы приоритет отдаётся высокотехнологичным производствам. В частности, в рамках этого курса за 2017 год в Москве на 40 % выросло фармацевтическое производство. В совокупности, основной задачей департамента является содействие экономическому росту Москвы. Так, за 2017 год, по словам Владимира Ефимова, город продемонстрировал рост ВРП на 2 процента, а на период с 2018 по 2020 год прогнозируется его рост на 2.1—2.3 %. Также, по словам руководителя департамента, Москва демонстрирует устойчивый рост доходов населения, опережающий темпы инфляции, а также развитие малого и среднего предпринимательства. В феврале 2018 года Москва была признана наиболее привлекательным для инвестиций городом Восточной Европы.
13 марта 2020 года Пуртов Кирилл Сергеевич назначен министром Правительства города Москвы, руководителем Департамента экономической политики и развития города Москвы. 
В августе 2022 года указом Мэра Москвы министром Правительства Москвы, руководителем Департамента экономической политики и развития города Москвы назначена Багреева Мария Андреевна. 

## Подведомственные учреждения
- ГКУ «Центр налоговых доходов»
- ГБУ «Многофункциональный миграционный центр»
- ГБУ «Аналитический центр»
- ГБУ "РЦ"
- Агентство стратегического развития Москвы (АНО «Мосстратегия»)
- ГКУ «Дирекция финансовых инноваций»